# Goodea gracilis
Goodea gracilis é uma espécie de peixe da família Goodeidae.
É endémica do México.